# Nostra Signora di Guadalupe a Monte Mario (titre cardinalice)
Le titre cardinalice de Nostra Signora di Guadalupe a Monte Mario est institué le 29 avril 1969 par le pape Paul VI.
Le titre cardinalice est attribué à un cardinal-prêtre et rattaché à l'église Nostra Signora di Guadalupe a Monte Mario (it) située dans la suburbi Della Vittoria de Rome.

## Titulaires
- Miguel Darío Miranda y Gómez (1969-1986)
- Franz Hengsbach (1988-1991)
- Adolfo Antonio Suárez Rivera (1994-2008)
- Timothy Dolan (2012- )

## Sources
- (it) Cet article est partiellement ou en totalité issu de l’article de Wikipédia en italien intitulé « Nostra Signora di Guadalupe a Monte Mario (titolo cardinalizio) » (voir la liste des auteurs).